# Antonín Nový (sochař)
Antonín Nový (* 12. června 1946 Strakonice) je český výtvarník, sochař v kovu. Žije a tvoří v Říčanech u Brna.
Mezi jeho uměleckou tvorbu patří autorské šperky, zahradní a interierové plastiky, mříže a brány.

## Samostatné výstavy
- Uh. Hradiště, 1985, Slovácká galerie
- Varšava, 1985, České kulturní středisko
- Ivančice, 1986, Galerie
- Cecina, Itálie, 1988
- Cecina, Itálie, 1989
- Paříž, 1992, Československá reprezentativní výstava
- Praha, 1997, Libeňský zámek
- Uh. Hradiště, 2001, Slovácká galerie
- Hodonín, 2002, Muzeum

## Kolektivní výstavy
- Brno, 1981, I. bienále výtvarníků Jm.k.
- Bratislava, 1982, II. bienále výtvarníků Jm.k
- Brno, 1984, Drobná plastika
- Breda, Holandsko, 1987, Galerie Gaffelaer, Umění ČR
- Dolní Kounice, 1987 Galerie
- Ivančice, 1988, Muzeum
- Praha, 1990, Galerie Václava Špály
- Praha, 1991, Stoletá všeobecná výstava ČSFR
- Burgwedel, Německo, 1991, Art club
- Passau, Německo, 1991, Výstava českého umění
- Roztoky u Prahy, 1993, Kov-šperk ČR
- Praha, 1993, Galerie Mánes, Sdružení sochařů ČR
- Praha, 1993, Galerie Mánes, EKO-SOS-PAN
- Brno, 1996, Moravská galerie, Mode Art - šperk
- Praha, 1998, Techo-centrum, I. Salon Obce architektů
- Praha, 1999, Techo-centrum, II. Salon Obce architektů
- Praha, 2000-2001, Národní galerie, Veletržní palác, II. Salon Obce architektů
- Praha, 2001-2002, Národní galerie, Veletržní palác, IV. Salon Obce architektů
- Kuks-zámek, 2002

## Galerie

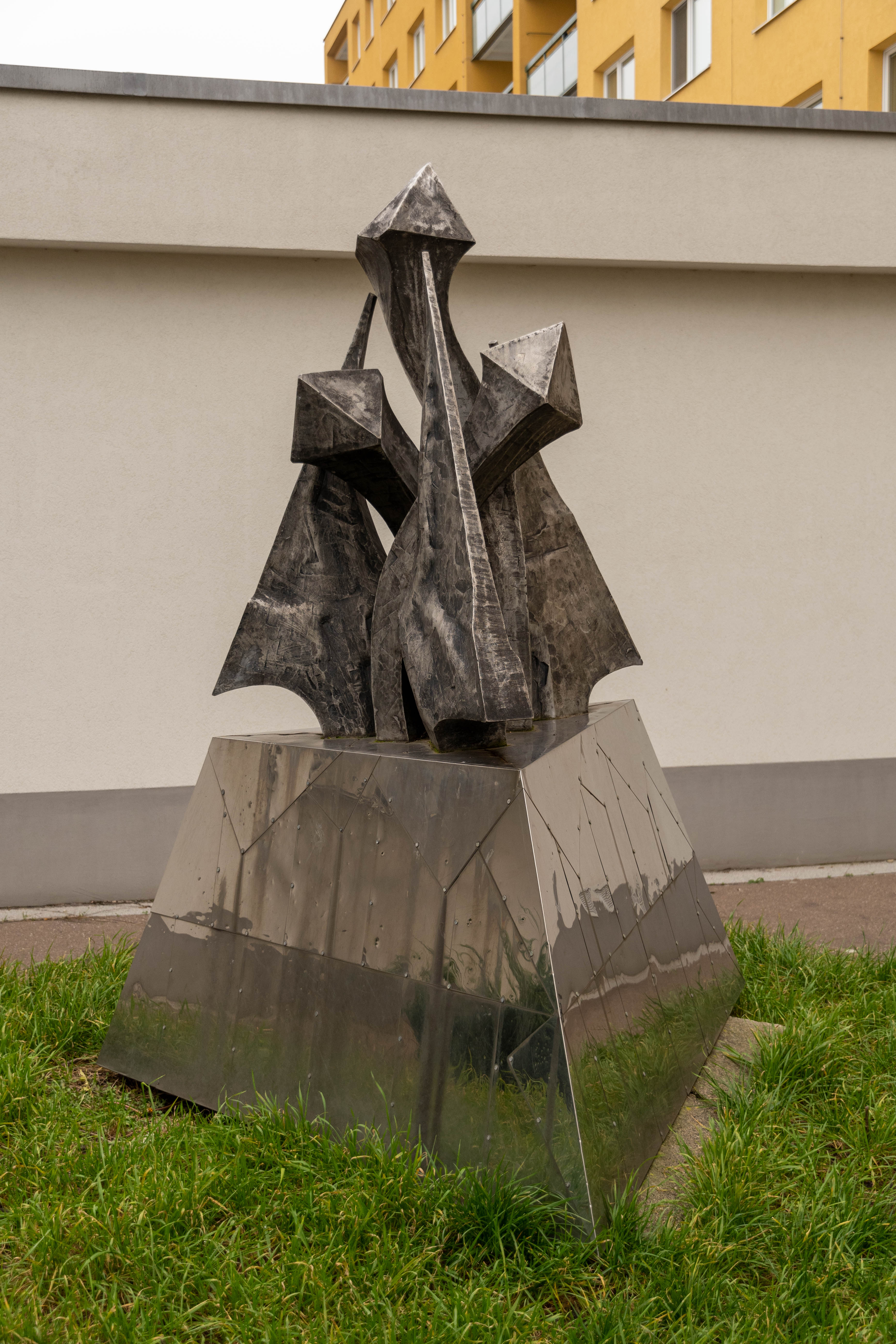
Jehlan, Brno-Vinohrady
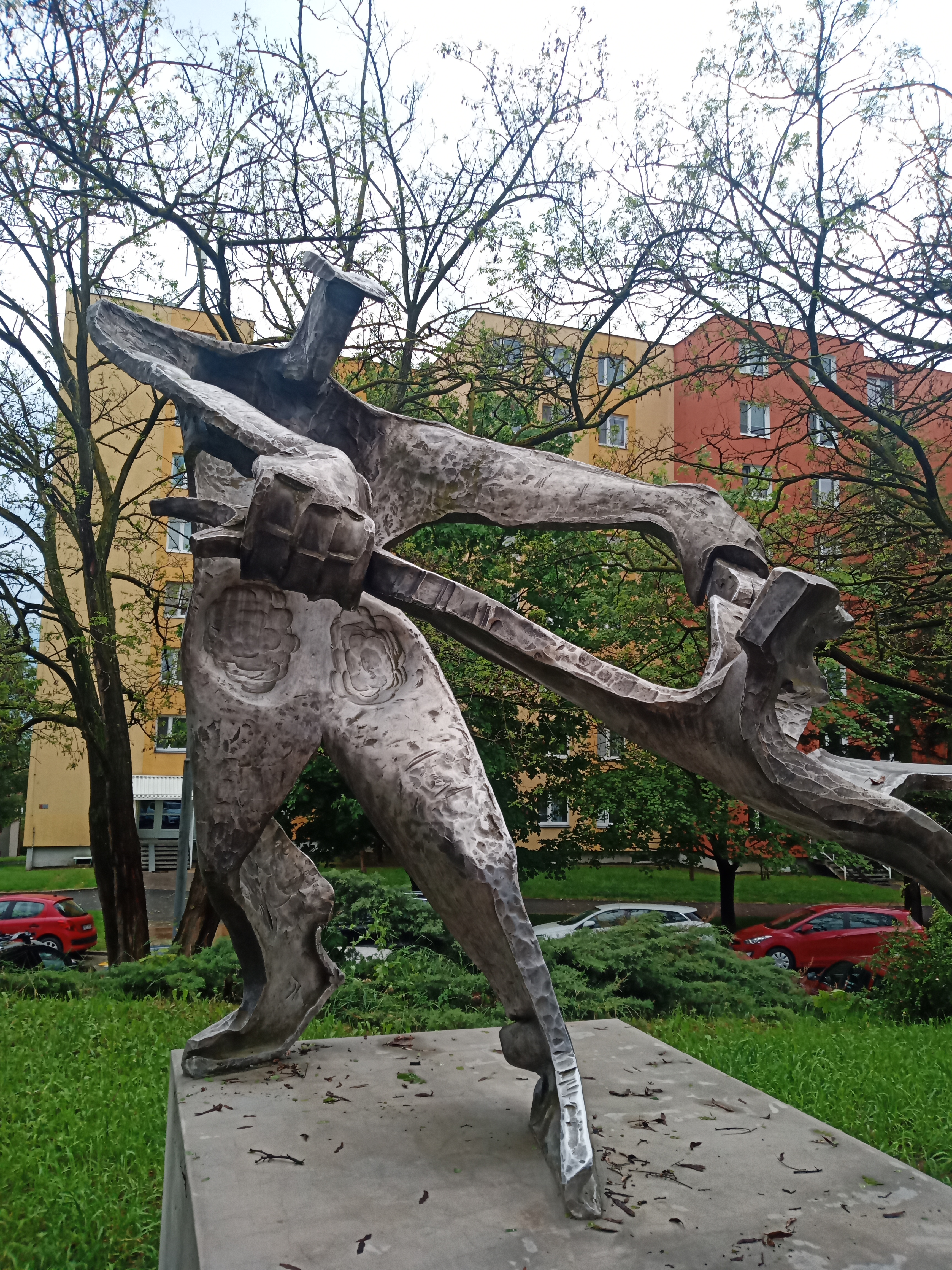
Táta letadélko, Brno-Bohunice